# ImCyan-アイムシアン-
ImCyan-アイムシアン-（アイムシアン、4月9日 - ）は、日本のフリーホラーゲームクリエイターである。

## 人物・エピソード
日常に潜む恐怖を描いたホラーゲーム『日常侵食リアルホラーつぐのひ』のゲームクリエイターである。2012年12月22日から同ゲームシリーズの制作を始め、4作目にあたる『死臭-つぐのひ異譚-』では第3回ニコニコ自作ゲームフェス3で敢闘賞を受賞し、2015年5月2日に同タイトル『死臭-つぐのひ異譚-』が映画化された。
2015年8月14日に『怨みっ子-つぐのひ異譚2-』で、株式会社Vakaより連載ゲーム作家デビュー。『日常侵食リアルホラーつぐのひ』や『シキヨク-夢魅テルは夢見てる-』シリーズを始め、数々のジャパニーズホラーゲーム作品を手がける。
また、2005年には『Lost Maria -名もなき花-』がテックウィンコンテストパークで金賞を受賞しており、退廃的な世界観のホラーゲームを制作していた。
2021年11月8日には、カバー株式会社運営のホロライブに所属する戌神ころねとコラボした『邪神ころね』が発売。2023年8月11日には、同ホロライブに所属する宝鐘マリンとコラボした『美魔女の真実-マリンの秘宝船-』が発売となった。

## 名称の変遷
- 2001年から2009年まで、同人サークル『LuciferBrand（ルシファーブランド）』を運営し『ロヴァ』と名乗っていた。
- 2011年3月30日公開『Planet love story』から『シアン』に名前を変更した。
- 2012年12月22日公開『つぐのひ-第一話-』から『I'm Cyan』に名前を変更。『I'm』をつけた理由は「他のシアンという名前と差別化を図るため」と述べている。
- 2013年10月5日公開『つぐのひ-第三話-』から『I'm Cyan-アイムシアン-』に名前を変更。読み仮名を入れた理由として「Cyanが難しく読みづらいから」と述べている。
- 2014年3月2日公開『死臭-つぐのひ異譚-』から『ImCyan-アイムシアン-』に変更。『'』を消した理由として「キーボードで入力するのが機能的でないから」と述べている。以降『ImCyan-アイムシアン-』に統一されている。

## 経歴

### ゲーム
- AngelRoad - 制作 (2001年/配信停止)
  - AngelRoad（スマートフォン版）- 原作・グラフィック提供（2018年）
- Carist - 制作（2003年）
- Lost Maria -名もなき花- - 制作 （2005年）
- Planet love story - 制作 （2011年）
- 潮騒の街 - 制作 (2012年/配信停止)
  - 潮騒の街（スマートフォン版）- 原作・グラフィック提供（2018年）
- 忘れ名道 - 制作 (2012年/配信停止)
- 日常侵食リアルホラーつぐのひ 旧作シリーズ
  - 第一話 - 制作 (2012年12月22日)
  - 第二話 - 制作 (2013年3月16日)
  - 第三話 - 制作 (2013年10月5日)
- 死臭-つぐのひ異譚- - 制作(2014年3月2日)
- 雪絵-戦闘付き和風ADV- - 制作（2015年）
  - 雪絵-戦闘付き和風ADV-REVISED EDITION- - 制作（2016年）
  - YUKIE - A Japanese Winter fairy Tale - - 英語版制作/Steam販売（2017年）
- FantasicReverie-ファンタジックレヴェリエ- - RPGツクールMVサンプルゲーム制作（2015年）
- パック臭-つぐのひ異譚・裏- - ニコニコ超会議バンダイナムコブース展示用制作（2015年）
- 怨みっ子-つぐのひ異譚2-
  - 第一話 - 制作(2015年8月14日)
  - 第二話 - 制作(2015年10月9日)
  - 第三話 - 制作(2015年12月11日)
  - 第死話 - 制作(2016年2月19日)
- 怨みっ娘-つぐのひ異譚2-
  - 裏ルート特別編 - 制作(2016年4月1日)
- シキヨク-夢魅テルは夢見てる-
  - （旧）第一話『人魚事件』- 制作(2016年7月20日（配信停止）)
  - 第一話『女子高生失踪事件』- 制作(2016年11月24日)
  - 第二話『ホスト失踪事件』- 制作(2017年4月21日)
  - 第三話『シザーガール通り魔事件』- 制作(2017年5月)
  - 第四話『地下アイドル失踪事件』- 制作(2017年6月)
  - 第五話『寄生面事件』- 制作(2017年8月)
  - 第六話『4年前の事件』- 制作(2017年9月)
  - 第七話『夜祭り神隠し事件』- 制作(2017年11月)
  - 第八話『夢魅事件』- 制作(2018年2月)
  - 第九話『夢魅美々子失踪事件』- 制作(2018年6月)
  - 特別編『人魚事件 前編』- 制作(2018年8月)
  - 特別編『人魚事件 後編』- 制作(2018年10月)
- 幻想エスケープ - NEFCO、幻想交流 - コラボ制作（2017年8月15日）
- 夢魅テルの日常 - 制作（2018年）
- 日常侵食リアルホラーつぐのひ 新作シリーズ
  - つぐのひ-閉ざされた未来- - 制作(2018年7月18日)
  - つぐのひ-ねこのひ怪奇譚- - 制作(2019年2月22日)
  - つぐのひ-幽闇の並葬電車- - 制作(2019年8月8日)
  - つぐのひ-囁く玩具の家- - 制作(2020年1月30日)
  - つぐのひ-昭和からの呼び声- - 制作(2020年8月8日)
- 実呪者-じっきょうしゃ- ゲーム実況者レトルト - コラボ制作(2019年8月24日)
- 絶叫死人-ぜっきょうしびと- ゲーム実況者オダケン - コラボ制作(2020年8月06日)
- アイの亡き声 - VTuber キズナアイ コラボ制作（2021年8月13日）
- 邪神ころね - VTuber 戌神ころね コラボ制作（2021年11月8日）
- 美魔女の真実-マリンの秘宝船- - Vtuber 宝鐘マリン コラボ制作（2023年8月11日）

### 実写映画
- 死臭-つぐのひ異譚- - 原作（2015年）

### 書籍
- ほぼほぼフリーゲームマガジン - ホラーゲーム特集記事掲載 （2015年）
- ゼロから始めるフリゲ制作 RPGツクールで新世界の創造主になった件 - インタビュー掲載 （2016年）

### その他
- RPGツクールMV - サンプルゲーム制作 （2016年）